# Charles Thompson Sullivan
Charles Thompson Sullivan, FRSC (9 septembre 1882, Manchester, Nouvelle-Écosse - 17 septembre 1948, Montréal) est un mathématicien canadien.

## Biographie
Sullivan obtient un BA en 1906 de l'Université Dalhousie et est maître en sciences au Alberta College, Edmonton de 1906 à 1908. Il s'inscrit comme étudiant diplômé en 1908 à l'Université McGill et y obtient une maîtrise en sciences en 1909. En 1910, il devient chargé de cours en mathématiques à McGill. À l'Université de Chicago, il fréquente les quartiers d'été en 1909 et en 1910 et (avec un congé de McGill) 4 trimestres consécutifs en 1911-1912, obtenant un doctorat de l'Université de Chicago en 1912 sous la direction d'Ernest Julius Wilczynski. Après avoir terminé son doctorat, Sullivan retourne à McGill. Il est directeur du département de mathématiques de l'Université McGill pendant 16 ans, à partir de 1930. Il prend sa retraite en 1947.
Il est conférencier invité de l'ICM en 1924 à Toronto.

## Publications
- "Properties of surfaces whose asymptotic curves belong to linear complexes." Transactions de l'American Mathematical Society. 15 (1914): 167–196.DOI 10.1090/S0002-9947-1914-1500971-7
- "Scroll directrix curves." Transactions de l'American Mathematical Society 16 (1915): 199–214.DOI 10.2307/1988717
- "he determination of plane nets characterized by certain properties of their Laplace transforms." Bulletin de l'American Mathematical Society 35, no. 4 (1929): 549-552.DOI 10.1090/S0002-9904-1929-04761-X